# St. Cosmas und Damian (Silberhausen)

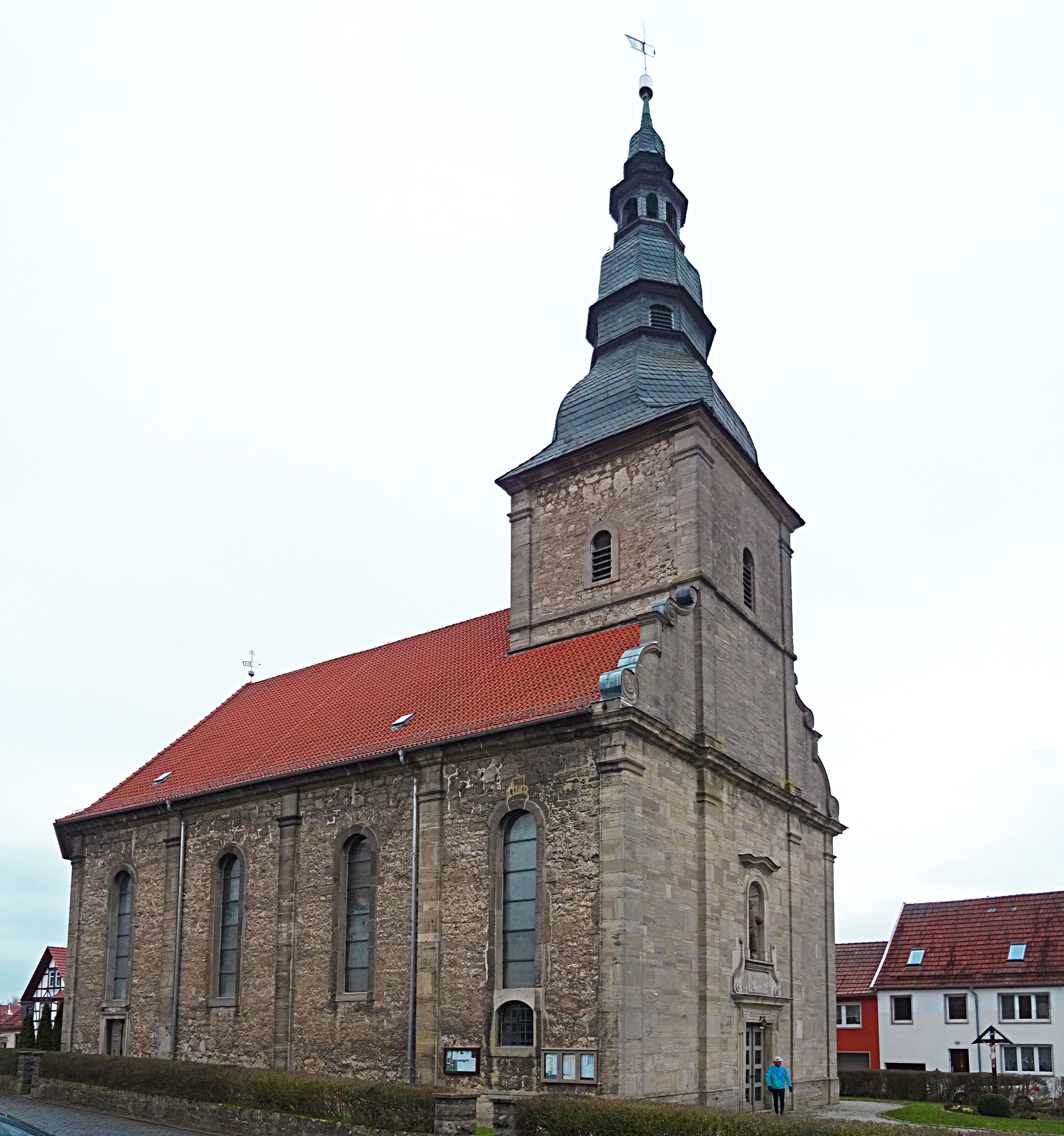
St. Cosmas und Damian

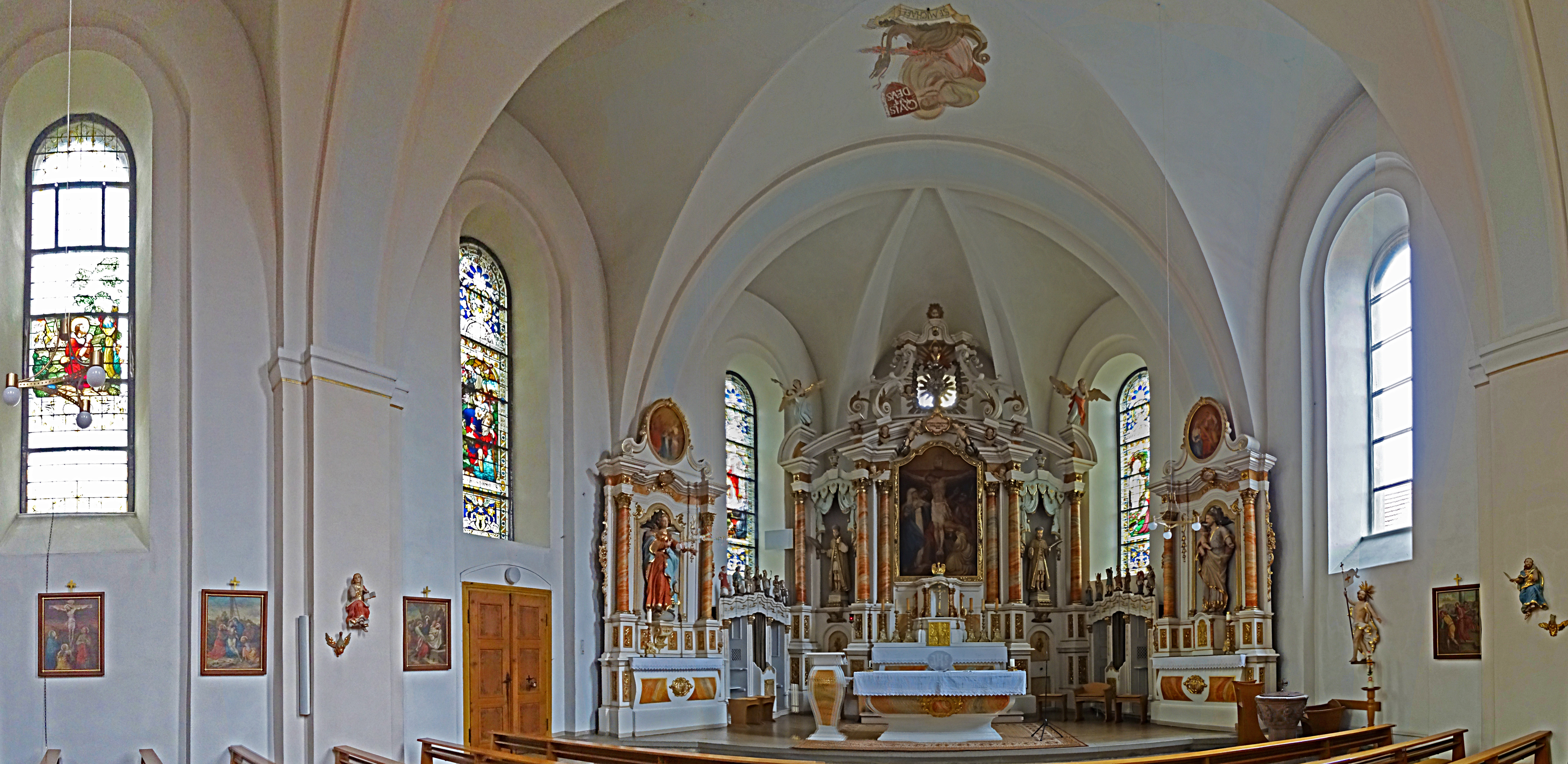
Innenansicht

Die römisch-katholische Filialkirche St. Cosmas und Damian steht in Silberhausen im thüringischen Landkreis Eichsfeld. Sie ist Filialkirche der Pfarrei St. Gertrud Dingelstädt im Dekanat Dingelstädt des Bistums Erfurt. Sie trägt das Patrozinium der heiligen Cosmas und Damian.

## Architektur

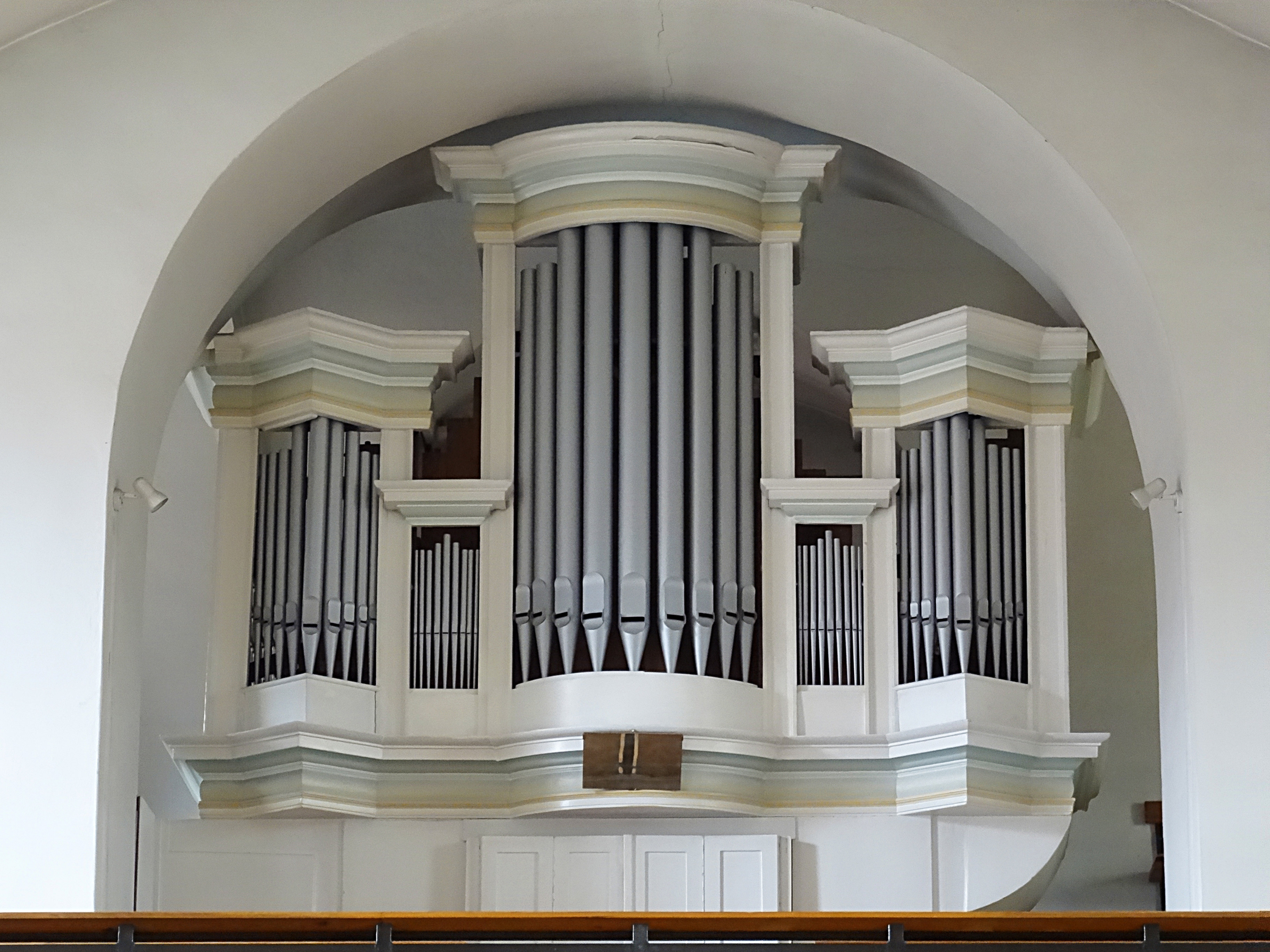
Orgel

Die 1756–1764 aus Bruchsteinen erbaute Saalkirche  hat im Westen einen Dachturm und im Osten einen Chor, der dreiseitig abgeschlossen ist. Die westliche Fassade aus drei Achsen besteht aus Quadermauerwerk. In der Mittelachse befindet sich ein profiliertes, geohrtes Portal mit auskragendem Gesims. Darüber findet sich eine von Voluten eingefasste rundbogige Wandnische mit steinerner Statue des Christus Salvator und geschwungenem Abschluss des Gesims.
Der Dachturm steigt über dem Dachgesims zwei Geschosse auf. Er wird an den Ecken von Pilastern gerahmt, die seitlichen Dachschrägen durch Volutengiebel verblendet. Im Glockenstuhl, hinter den Klangarkaden des obersten Geschosses, hingen seit 1924 vier Kirchenglocken, die 1959 durch neue ersetzt und 1979 durch Bronzeglocken ausgetauscht wurden. Die Schieferdeckung erhielt der Turm 1979. Sie besteht aus einer geschweiften Haube, auf der eine zweigeschossige Laterne sitzt, bekrönt mit Turmkugel und Wetterhahn.
Die Längsseiten des Kirchenschiffs sind durch Pilaster gegliedert. Der Innenraum wird von einem Kreuzgratgewölbe überspannt, deren Gurtbögen auf doppelten Pilastern aufliegen.

## Ausstattung
Der Hochaltar ist von 1781 und wird von Beichtstühlen und Nebenaltären flankiert.

## Orgel
Die Orgel mit 20 Registern, verteilt auf 2 Manuale und Pedal, wurde um 1930 von Wiegand Helfenbein gebaut und 1996 von Karl Brode & Sohn restauriert.